# Luc Vansteenkiste (politicus)
Luc Vansteenkiste (Lendelede, 12 april 1940 - Roeselare, 4 september 2019) was een Belgisch volksvertegenwoordiger.

## Levensloop
Van 1957 tot 1965 studeerde hij rechten, geschiedenis, politieke en sociale wetenschappen aan de Katholieke Universiteit Leuven. Hij was actief in het Katholiek Vlaams Hoogstudentenverbond, bij de Volksunie-jongeren en in de Vlaamse Volksbeweging.
Na een korte tijd leraar te zijn geweest, werd hij bibliothecaris bij de Kortrijkse afdeling van de Katholieke Universiteit Leuven.
Vansteenkiste werd voorzitter van de Volksunie-afdeling van Kortrijk. In 1968 verhuisde hij naar Wevelgem, waar hij van 1971 tot 1979 gemeenteraadslid was. In 1968 werd hij verkozen tot lid van de Kamer van volksvertegenwoordigers voor het arrondissement Kortrijk en vervulde dit mandaat tot in 1978. In de periode december 1971-december 1978 had hij als gevolg van het toen bestaande dubbelmandaat ook zitting in de Cultuurraad voor de Nederlandse Cultuurgemeenschap, die op 7 december 1971 werd geïnstalleerd en de verre voorloper is van het Vlaams Parlement. Na de verkiezingen van 1978 verliet hij de actieve politiek, uit onvrede met het Egmontpact.
Hij werd van 1978 tot 1992 kaderlid bij het Vlaams Economisch Verbond, als regionaal directeur van de sociale diensten.